# Bembidion falsum
Bembidion falsum är en skalbaggsart som beskrevs av Blaisdell. Bembidion falsum ingår i släktet Bembidion och familjen jordlöpare. Inga underarter finns listade i Catalogue of Life.